# Àrab jordà
L'àrab jordà és un dialecte oriental de l'àrab, parlat principalment a Jordània.